# Abraham van de Velde
Abraham van de Velde (1614-1677) was een Nederlands predikant in de traditie van de Nadere Reformatie.

## Levensloop
De vader van Abraham van de Velde heette ook Abraham van de Velde (overleden in 1647) en was ook predikant. In 1631 werd Abraham van de Velde op de Latijnse school van Middelburg ingeschreven. Later studeerde hij theologie in Leiden, waar het studentenalbum melding maakt van Antwerpen als zijn geboorteplaats. (Anderen beweren dat hij in Middelburg is geboren.) In 1640 werd hij predikant te Zevenhoven, in hetzelfde jaar te Schoonhoven en in 1651 te Utrecht. In 1660 werd hij vanwege een conflict met het stadsbestuur over kerkelijke goederen samen met Johannes Teellinck (zoon van Willem Teellinck) uit Utrecht verbannen. Een beroep uit Medemblik werd door de raadspensionaris Johan de Witt geblokkeerd. In 1661 aanvaardde hij het beroep naar Arnemuiden, in 1663 dat van Middelburg, waar hij tot zijn dood op 7 juni 1677 heeft gestaan. In Middelburg schreef hij zijn geschiedwerk De wonderen des Allerhoogsten. In Middelburg voerde Van de Velde, in navolging van Gisbertus Voetius, een felle twist met de volgelingen van de gereformeerde theoloog Johannes Coccejus. Van de Velde is de historicus onder de nadere reformatoren genoemd.
Hij was getrouwd met Johanna Honigh, samen kregen zij zeven kinderen. Hun zoon Nicolaas, die predikant was in het Zeeuwse Driewegen, werd op  11 mei 1687 vermoord door zijn jaloerse collega Jacobus de Cliever, predikant uit het naburige 's Heerenhoek.

## De wonderen des Allerhoogsten
Een bekend werk van Abraham van de Velde is De wonderen des Allerhoogsten, ofte Aanwijzinge van de oorzaken, wegen en middelen, waardoor de Geünieerde Provinciën uyt hare vorige onderdrukkinge zoo wonderbaarlijk .... zijn verheven, 1668. Met dit geschiedkundig werk heeft Van de Velde naam gemaakt als gereformeerd historicus. Het boek werd vele malen herdrukt. In 1855 verscheen een verkorte uitgave door jhr. mr. A. M. C. van Asch van Wijck, met als ondertitel Een nuttig huisboek voor het Nederlandsche volk. In 1874 verzorgden ds. J.W. Felix en J. Mulder "een nieuwen onveranderde druk van het oude boek in de tegenwoordige spelling bewerkt". Van deze editie verscheen in 1985 een herziene versie.

## Spotprent
In het Rijksmuseum te Amsterdam bevindt zich een anonieme Spotprent van de begrafenis van dominee Abraham van de Velde (1677).
- Biografisch Portaal: 60994349
- Digitale Bibliotheek voor de Nederlandse Letteren: veld002
- Gemeinsame Normdatei: 115355898
- International Standard Name Identifier: 0000 0000 1042 8909
- Nederlandse Thesaurus van Auteursnamen: 07215232X
- Virtual International Authority File: 64734549